# Europese kampioenschappen judo 1987
De Europese kampioenschappen judo 1987 waren de eerste editie van de Europese kampioenschappen judo voor mannen en vrouwen. Het toernooi werd gehouden in het Stade Pierre-de-Coubertin in Parijs, Frankrijk van donderdag 7 mei tot en met zondag 10 mei 1987. Bij de mannen deden 25 landen mee, het vrouwentoernooi telde 19 deelnemende naties.

## Deelnemers

### Nederland
De Judo Bond Nederland vaardigde dertien judoka's af naar de Europese titelstrijd. Grote afwezige in de nationale ploeg was Willy Wilhelm, de door een virus uitgeschakelde zwaargewicht.
Mannen
–60 kg — Jean-Pierre van Deursen
–65 kg — Jo Gevers
–71 kg — Anthony Wurth
–78 kg — Rob Henneveld
–86 kg — Ben Spijkers
–95kg — Theo Meijer
+95kg — Hans Buiting
Open klasse — Theo Meijer of Hans Buiting
Vrouwen
–48 kg — Anita van der Pas
–52 kg — Véronique Akkermans
–56 kg — Geen deelneemster
–61 kg — Chita Gross
–66 kg — Chantal Han
–72 kg — Irene de Kok
+72 kg — Angelique Seriese
Open klasse — Irene de Kok

## Resultaten

### Mannen
| Gewichtsklasse | Goud               | Zilver              | Brons                                    |
| -------------- | ------------------ | ------------------- | ---------------------------------------- |
| – 60 kg        | Patrick Roux       | Khazret Tletseri    | Helmut Dietz Neil Eckersley              |
| – 65 kg        | Jean-Pierre Hansen | Dragomir Bečanović  | Sergey Kosmynin Tamás Bujkó              |
| – 71 kg        | Wieslaw Blach      | Richard Melillo     | Steffen Stranz Sven Loll                 |
| – 78 kg        | Bachir Varayev     | Jean-Michel Berthet | Andrzej Sadej Peter Reiter               |
| – 86 kg        | Fabien Canu        | Densign White       | Peter Seisenbacher Viktor Poddubnyi      |
| – 95 kg        | Koba Kurtanidze    | Roger Vachon        | Marc Meiling Robert Van de Walle         |
| + 95 kg        | Mihail Cioc        | Clemens Jehle       | Alexander vd Groeben Akaki Kibordzalidze |
| Open           | Grigory Verichev   | Christian Vachon    | Andrzej Basik Jochen Plate               |

### Vrouwen
| Gewichtsklasse | Goud                  | Zilver            | Brons                                   |
| -------------- | --------------------- | ----------------- | --------------------------------------- |
| – 48 kg        | Karen Briggs          | Anna Chodakowska  | Anita van der Pas Martine Dupond        |
| – 52 kg        | Dominique Maaoui-Brun | Edith Hrovat      | Sharon Rendle Alessandra Giungi         |
| – 56 kg        | Cathérine Arnaud      | Ann Hughes        | Maria Gontowicz-Szalas Regina Philips   |
| – 61 kg        | Boguslawa Olechnowicz | Chita Gross       | Diane Bell Gabi Ritschel                |
| – 66 kg        | Chantal Han           | Karin Krueger     | Jolanta Adamczyk Michèle Lionnet        |
| – 72 kg        | Irene de Kok          | Ingrid Berghmans  | Stefania Drzewicka Annamaria Colagrossi |
| + 72 kg        | Isabelle Paque        | Angelique Seriese | Karin Kutz Angela Medina                |
| Open           | Ingrid Berghmans      | Regina Sigmund    | Irene de Kok Laëtitia Meignan           |

## Medaillespiegel
| Plaats | Land                     | Goud | Zilver | Brons | Totaal |
| 1      | Frankrijk                | 6    | 4      | 3     | 13     |
| 2      | Sovjet-Unie              | 3    | 1      | 3     | 7      |
| 3      | Nederland                | 2    | 2      | 2     | 6      |
| 4      | Polen                    | 2    | 1      | 5     | 8      |
| 5      | Verenigd Koninkrijk      | 1    | 2      | 3     | 6      |
| 6      | België                   | 1    | 1      | 1     | 3      |
| 7      | Roemenië                 | 1    | 0      | 0     | 1      |
| 8      | Bondsrepubliek Duitsland | 0    | 2      | 8     | 10     |
| 9      | Oostenrijk               | 0    | 1      | 2     | 3      |
| 10     | Zwitserland              | 0    | 1      | 0     | 1      |
| 10     | Joegoslavië              | 0    | 1      | 0     | 1      |
| 12     | Italië                   | 0    | 0      | 2     | 2      |
| 13     | Spanje                   | 0    | 0      | 1     | 1      |
| 13     | DDR                      | 0    | 0      | 1     | 1      |
| 13     | Hongarije                | 0    | 0      | 1     | 1      |
| Totaal | Totaal                   | 16   | 16     | 32    | 64     |